# Lista över hangarfartyg

## Lista över aktiva hangarfartyg
| Land           | Klass                    | Antal | Tagna i tjänst | Fartyg | Noteringar                      |
| -------------- | ------------------------ | ----- | -------------- | --- | ------------------------------- |
| Frankrike      | Charles De Gaulle-klass  | 1     | 2001           | Charles De Gaulle (R91) |                                 |
| Indien         | Kiev-klass               | 1     | 2013           | INS Vikramaditya | Tidigare ryska Admiral Gorsjkov |
| Indien         | Vikrant-klass            | 1     | 2022           | INS Vikrant (2013) |                                 |
| Italien        | Giuseppe Garibaldi-klass | 1     | 1985           | Giuseppe Garibaldi (551) |                                 |
| Italien        | Cavuor-klass             | 1     | 2009           | Cavuor (550) |                                 |
| Kina           | Kuznetsov-klass          | 1     | 2012           | Liaoning |                                 |
| Kina           | Shandong-klass           | 1     | 2019           | Shandong |                                 |
| Ryssland       | Kuznetsov-klass          | 1     | 1991           | Admiral Kuznetsov |                                 |
| Spanien        | Juan Carlos I-klass      | 1     | 2010           | Juan Carlos I (L61) |                                 |
| Storbritannien | Queen Elizabeth-klass    | 2     | 2017-2019      | HMS Queen Elizabeth HMS Prince of Wales |                                 |
| Thailand       | Chakri Naruebet-klass    | 1     | 1997           | HTMS Chakri Naruebet |                                 |
| USA            | Nimitz-klass             | 10    | 1975-2009      | USS Nimitz (CVN-68) USS Dwight D. Eisenhower (CVN-69) USS Carl Vinson (CVN-70) USS Theodore Roosevelt (CVN-71) USS Abraham Lincoln (CVN-72) USS George Washington (CVN-73) USS John C. Stennis (CVN-74) USS Harry S. Truman (CVN-75) USS Ronald Reagan (CVN-76) USS George H.W. Bush (CVN-77) |                                 |
| USA            | Gerald R. Ford-klass     | 1     | 2017           | USS Gerald R. Ford (CVN-78) |                                 |

## Lista över ej längre aktiva hangarfartyg
| Ursprungsland  | Klass                      | Antal | Tjänstgöringsår | Fartyg | Noteringar |
| -------------- | -------------------------- | ----- | --------------- | --- | --- |
| Frankrike      | Clemenceau-klass           | 2     | 1961-2000       | Foch (R99) Clemenceau (R98) | Foch tillhör idag den brasilianska flottan. |
| Frankrike      | Béarn-klass                | 1     | 1927-1967       | Béarn | |
| Japan          | Shinano-klass              | 1     | 1944            | Shinano | Sänkt 10 dagar efter taget i bruk Största hangarfartyget under andra världskriget |
| Japan          | Unryū-klass                | 3     | 1944-1945       | Unryū Amagi Katsuragi | |
| Japan          |                            | 1     | 1944-1945       | Taihō | |
| Japan          | Hiyō-klass                 | 2     | 1942-1945       | Hiyō Jun'yō | |
| Japan          | Shōkaku-klass              | 2     | 1941-1944       | Shōkaku Zuikaku | |
| Japan          |                            | 1     | 1939-1942       | Hiryū | |
| Japan          |                            | 1     | 1937-1942       | Sōryū | |
| Japan          |                            | 1     | 1933-1942       | Ryūjō | |
| Japan          | Kaga-klass                 | 1     | 1928-1942       | Kaga | |
| Japan          |                            | 1     | 1927-1942       | Akagi | |
| Japan          |                            | 1     | 1922-1947       | Hōshō | |
| Spanien        | Príncipe de Asturias-klass | 1     | 1988-2013       | Príncipe de Asturias (R11) | |
| Sovjetunionen  | Kiev-klass                 | 4     | 1975-1995       | Kiev Minsk Novorossijsk Admiral Gorsjkov (Baku) | Admiral Gorsjkov köptes av Indien och togs 2013 i tjänst som INS Vikramaditya. Kiev och Minsk är sedan 1993 museum i Kina.                                                                          |
| Sovjetunionen  | Moskva-klass               | 2     | 1967-1991       | Moskva Leningrad | |
| Storbritannien | Invincible-klass           | 3     | 1980-2014       | HMS Invincible (R05) HMS Ark Royal (R07) HMS Illustrious (R06) | |
| Storbritannien | Centaur-klass              | 4     | 1953-1986       | HMS Centaur (R06) HMS Albion (R07) HMS Bulwark (R08) HMS Hermes (R12) | HMS Hermes såldes 1986 till Indien. |
| Storbritannien | Majestic-klass             | 5     | 1948-1999       | HMS Majestic (R77) HMS Terrible (R93) HMS Magnificent (R36) HMS Hercules (R49) HMS Powerful (R95) | HMS Majestic och HMS Terrible tillhörde den australiska flottan fram till 1985 och 1973. HMS Magnificent tillhörde Kanada 1946-1956. HMS Hercules tillhör sen 1986 Indien under namnet INS Vikrant. |
| Storbritannien | Colossus-klass             | 10    | 1944-2001       | HMS Colossus (R15) HMS Glory (R62) HMS Ocean (R68) HMS Perseus (R51) HMS Pioneer (R76) HMS Theseus (R64) HMS Triumph (R16) HMS Venerable (R63) HMS Vengeance (R71) HMS Warrior (R31) | HMS Venerable tillhörde den argentinska flottan 1968-2001. HMS Vengeance tillhörde den brasilianska flottan 1956-2001. HMS Colossus tillhörde Frankrike 1945-1974.                                  |
| Storbritannien | Implacable-klass           | 2     | 1944-1956       | HMS Implacable (R86) HMS Indefatigable (R10) | |
| Storbritannien |                            | 1     | 1943-1953       | HMS Unicorn (I72) | |
| Storbritannien | Illustrious-klass          | 4     | 1940-1968       | HMS Formidable (67) HMS Illustrious (87) HMS Indomitable (92) HMS Victorious (R38) | |
| Storbritannien |                            | 1     | 1938-1941       | HMS Ark Royal (91) | |
| Storbritannien | Courageous-klass           | 3     | 1925-1945       | HMS Courageous (50) HMS Glorious HMS Furious (47) | |
| Storbritannien |                            | 1     | 1924-1942       | HMS Eagle | |
| Storbritannien |                            | 1     | 1923-1942       | HMS Hermes (95) | |
| Storbritannien |                            | 1     | 1918-1944       | HMS Argus (I49) | |
| USA            | Enterprise-klass           | 1     | 1961-2013       | USS Enterprise (CVN-65) | |
| USA            | Kitty Hawk-klass           | 4     | 1961-2009       | USS Kitty Hawk (CV-63) USS Constellation (CV-64) USS America (CV-66) USS John F. Kennedy (CV-67) | |
| USA            | Forrestal-klass            | 4     | 1955-1998       | USS Forrestal (CV-59) USS Saratoga (CV-60) USS Ranger (CV-61) USS Independence (CV-62) | |
| USA            | Midway-klass               | 3     | 1945-1992       | USS Franklin D. Roosevelt (CV-42) USS Coral Sea (CV-43) USS Midway (CV-41) | |
| USA            | Essex-klass                | 24    | 1942-1991       | USS Essex (CV-09) USS Yorktown (CV-10) USS Intrepid (CV-11) USS Hornet (CV-12) USS Franklin (CV-13) USS Ticonderoga (CV-14) USS Randolph (CV-15) USS Lexington (CV-16) USS Bunker Hill (CV-17) USS Wasp (CV-18) USS Hancock (CV-19) USS Bennington (CV-20) USS Boxer (CV-21) USS Bon Homme Richard (CV-31) USS Leyte (CV-32) USS Kearsarge (CV-33) USS Oriskany (CV-34) USS Reprisal (CV-35) USS Antietam (CV-36) USS Princeton (CV-37) USS Shangri-La (CV-38) USS Lake Champlain (CV-39) USS Tarawa (CV-40) USS Valley Forge (CV-45) USS Iwo Jima (CV-46) USS Philippine Sea (CV-47) | |
| USA            | Yorktown-klass             | 3     | 1937-1947       | USS Yorktown (CV-5) USS Enterprise (CV-6) USS Hornet (CV-8) | |
| USA            |                            | 1     | 1934-1946       | USS Ranger (CV-4) | |
| USA            |                            | 1     | 1922-1942       | USS Langley (CV-1) | |

## Lista över hangarfartyg under konstruktion/utveckling
| Land | Klass                | Antal | Förväntas tas i bruk |  | Fartyg                                               |  | Noteringar |
| ---- | -------------------- | ----- | -------------------- |  | ---------------------------------------------------- |  | ---------- |
| USA  | Gerald R. Ford-klass | 2     | 2025-2029            |  | USS John F. Kennedy (CVN-79) USS Enterprise (CVN-80) |  |            |
| Kina | Typ 003              | 1     | ~2023                |  |                                                      |  |            |